# Summia Tora
Summia Tora   (Kabul, segle XX) és una activista afganesa pels drets de les dones i els refugiats, i emprenedora social.
El novembre de 2023 va ser inclosa a la llista de les 100 dones de la BBC.

## Joventut i educació
La família de Tora és d'origen uzbek, i va fugir de l'Afganistan a finals de la dècada del 1990 a causa de l'ascens dels talibans. Es van reassentar a Peshawar (Pakistan), on Tora va anar a l'escola. Tora va deixar Peshawar el 2014 per assistir a l'escola secundària a Nou Mèxic (Estats Units d'Amèrica) a través dels United World Colleges. Va fer la prova d'accés a l'escola el març de 2014 a l'hotel Serena de Kabul; l'endemà, va ser atacat per militants talibans. Es va graduar a l'escola secundària el 2016 i va anar a Earlham College, on es va graduar el 2020.
Tora es va convertir en la primera becaria Rhodes afganesa el 2020. Va obtenir un màster en polítiques públiques a la Blavatnik School of Government de la Universitat d'Oxford, i un màster en dret internacional dels drets humans per la Universitat d'Oxford.

## Activisme
El primer treball de Tora en activisme va ser desestigmatitzar la salut i la higiene menstruals tant a l'Afganistan com al Pakistan.
El 2019, Tora va treballar amb refugiats afganesos i sol·licitants d'asil a Grècia durant cinc mesos.
El 2021, Tora va fundar la Xarxa Dosti per proporcionar ajuda humanitària als afganesos sota el domini talibà i ajudar-los a traslladar-se fora del país si ho desitjaven.
El setembre de 2021, Tora va escriure un article per a The Economist sobre l'evacuació de l'Afganistan.

## Premis i reconeixements
El 2022, Tora va ser una dels 18 destinataris de la beca Echoing Green. Tora va dir que utilitzaria la beca per ampliar la Xarxa Dosti.
El maig de 2023, Tora va ser nomenada com una de les 30 Under 30 a Àsia de Forbes.
El juny de 2023, Tora va rebre el premi CEU Open Society, com una de les sis representants de la lluita de les dones afganeses per la protecció dels drets de les dones i les nenes a l'Afganistan.
El novembre de 2023, Tora va ser nomenada a la llista de les 100 dones de la BBC.

## Vida personal
Tora viu a Londres des del 2023.
El pare de Tora estava a l'Afganistan el 2021 i es va quedar atrapat al país després de la caiguda de Kabul. La família de Tora va fugir de l'Afganistan per por de persecució. Afortunadament, van poder reassentar-se als Estats Units d'Amèrica.